# Олександра Павлівна Романова
Олександра Павлівна Романова (рос. Александра Павловна Романова), (нар. 29 липня (9 серпня) 1783 — пом. 4 (16) березня 1801) — велика княжна Російської імперії з дому Романових, донька імператора Російської імперії Павла I та вюртемберзької принцеси Софії Доротеї, дружина палатина Угорщини Йозефа Габсбурга.
Перекладачка.

## Біографія

### Ранні роки
Народилась 9 серпня 1783 року була третьою дитиною та старшою донькою великого князя Російської імперії Павла Петровича та його другої дружини Софії Доротеї Вюртемберзької, яка після прийняття православ'я звалася Марією Федорівною. Дівчинка народилась після закордонної поїздки батьків країнами Європи у попередньому році. Мала старших братів Олександра та Костянтина. Своє ім'я отримала на честь найстаршого з них. До від'їзду з Росії у неї з'явилися молодші брати Микола та Михайло й сестри Олена, Марія, Катерина, Ольга та Анна. Катерина II була не в захваті від народження онуки, оскільки більше любила хлопчиків, ніж дівчаток, однак з часом почала ставитися до неї добре.

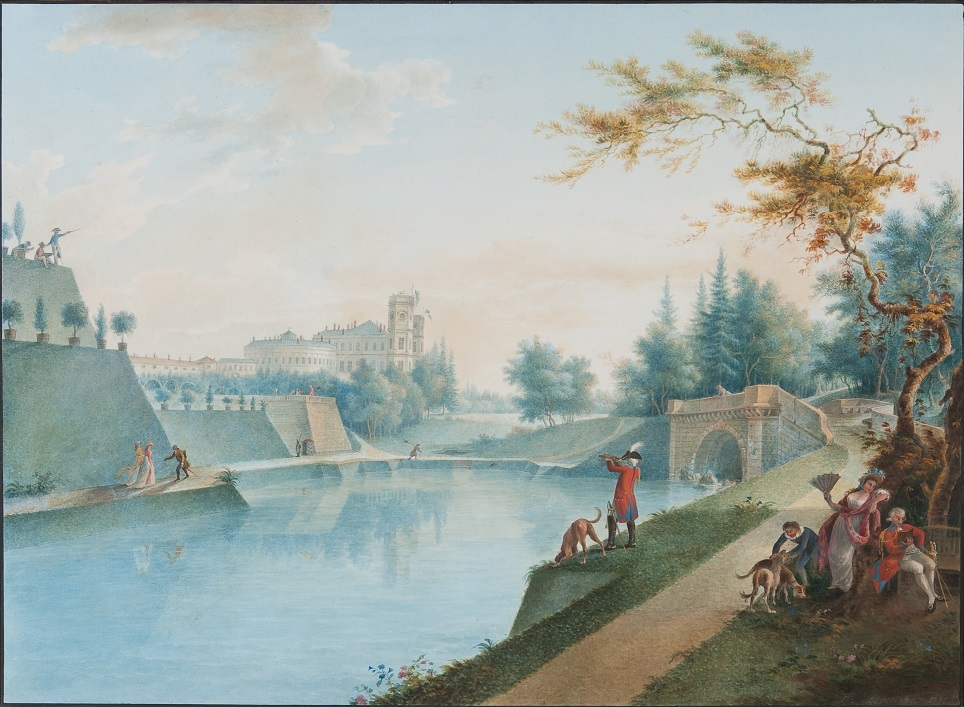
Гатчинський палац та парк на картині Г. Сергеєва, 1798

З приводу народження доньки Павло отримав у подарунок від імператриці Гатчинський палац, де родина оселилася у вересні 1783 року. Окрім Гатчини, мали Павловську дачу та палац на Кам'яному острові в дельті Неви у центрі Санкт-Петербургу. Шлюб батьків був гармонійним, Марія Федорівна зізнавалась, що дуже закохана в свого чоловіка.
Для виховання Олександри у листопаді 1783 була найнята баронеса Шарлотта Карлівна Лівен. Її помічницею стала молода Єлизавета Іванівна Вілламова, випускниця Смольного інституту шляхетних дівчат.
У навчанні велика княжна була дуже старанною та робила помітні успіхи. У 1787 році почала перекладати з німецької, захоплювалася малюванням, музикою та співом, виявляючи великі здібності. Матір, яка сама була вправною у малюнку, живописі та токарній справі, пишалася її успіхами. Катерина II у 1790 році відмічала, що Олександра розмовляла чотирма мовами, добре писала та малювала, грала на клавесині, співала, танцювала й мала надзвичайно лагідний характер. Наставницею також була Єлизавета Ланська.
У жовтні 1793 року, з нагоди шлюбу Олександра Павловича з Луїзою Баденською, до Петербургу прибув шведський посланець граф Стенбок, який офіційно просив руки великої княжни Олександри для свого короля Густава IV Адольфа. Переговори йшли з перемінним успіхом, хоча імператриця схвально ставилася до ідеї цього союзу, а велику княжну почали навчати шведської мови. Складність була у пункті зміни Олександрою віросповідування й видачи Г. М. Армфельта, який планував у 1792 році змову у Швеції, втік до Росії та мешкав у Калузі. Оскільки діалог між країнами затягнувся, фактичний регент Швеції Густав Ротерхольм почав паралельні переговори щодо шлюбу короля з німецькою принцесою Луїзою, які завершилися укладенням заручин у листопаді 1795 року. Катерина II вирішила завадити цьому союзу та направила до Стокгольму посланця аби той запобіг шлюбу та відрядила на кордон зі Швецією фельдмаршала Суворова «для огляду фортець». Її задум був успішним. У квітні 1796 року перемовини про шлюб із Олександрою поновилися, і Густав Адольф із дядьком Карлом Седермландським прибув до Петербургу. На їх честь були влаштованні численні свята. Король був вражений красою й освітою дівчини і налагодив з нею добрі відносини. Часто вони танцювали разом та вели дружні розмови.
25 серпня 1796 року Густав Адольф просив дозволу на одруження з Олександрою Павлівною у імператриці Катерини II. 2 вересня він погодився, що велика княжна зможе зберегти своє віросповідання. 6 вересня посол Стедінг офіційно просив руки дівчини. Густав Адольф в цей час відвідав її батька. Про заручини мали оголосити 11 вересня, однак король раптово змінив думку щодо збереження нареченою православ'я і відмовився брати шлюб. 22 вересня він назавжди залишив Росію, а наступного року узяв шлюб із баденською принцесою Фредерікою.
6 листопада 1796 року померла Катерина II й імператором Росії став батько Олександри.
У 1798 році виник план щодо шлюбу великої княжни з палатином Угорщини з династії Габсбургів Йозефом Австрійським. Австрія пропонувала Росії укласти союз проти Наполеона, скріпивши його даним шлюбом. У січні Йозеф особисто прибув до Санкт-Петербургу. 2 лютого 1799 року відбулися їхні заручини. Хоча шлюб був політичним, ерцгерцог, побачивши велику княжну, закохався у неї. Імператорське подружжя схвально поставилося до шлюбу, радіючи за доньку. За кілька тижнів із Мекленбург-Шверіна прибули принци просити руки її молодшої сестри Олени.

### Шлюб
Існувала ідея провести вінчання у Відні, однак вона не була реалізована. Весілля кілька разів відкладалося. Суперечності виникли з приводу вибору католицького чи православного звичаю вінчання. До того ж Наполеон, який перебував у Єгипті, зазнавав невдач на фронті, що могло розцінюватись як кінець воєн із Францією.

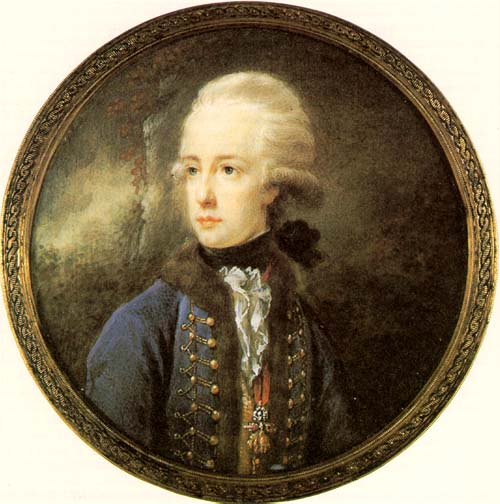
Портрет ерцгерцога Йозефа в молодому віці

12 жовтня 1799 року відбулося вінчання великої княжни Олени Павлівни зі спадкоємним принцом Мекленбург-Шверіну Фрідріхом Людвігом. За тиждень, 19 жовтня, в Гатчині пройшло весілля 16-річної Олександри Павлівни та 23-річного палатина Угорщини Йозефа Габсбурга. Вінчання пройшло за обидвома звичаями. Католицьку церемонію провів архієпископ Лемберзький. Після вінчань відбувся святковий обід, ввечері був даний бал. Весільні урочистості тривали місяць. Гаврило Державін присвятив цим подіям оду. Після шлюбу Олександра Павлівна отримувала титули ерцгерцогині Австрійської та палатини Угорської. Її посаг становив 1 мільйон рублів.
21 листопада молодята відбули до Відня. Фрейліна Варвара Головіна згадувала у своїх мемуарах, що Олександра Павлівна при прощанні була сумною, а її батько-імператор увесь час повторював, що її приносять у жертву та він її більше не побачить. 2 січня 1800 пара прибула до Австрії. У Відні Олександра Павлівна була представлена імператору та імператриці Австрії, до складу якої входило й Угорське королівство. Франц II доводився старшим братом її чоловікові. Монарху велика княжна нагадала першу дружину Єлизавету, через що він був надзвичайно збентежений, а його друга жінка Марія Тереза — сильно засмучена. Внаслідок цього прийом при дворі виявився холодним. До того ж новій ерцгерцогині відразу почали пропонувати прийняти католіцизм. Втім, весь час тривали різні святкові заходи, присвячені молодій парі, які широко висвітлювалися пресою.
1 лютого пара прибула до Угорщини, де їх радо вітало місцеве населення. Наступного дня палатину представили членам імперської ради.
Оселилося подружжя в замку Буди, де у 1800 році для Олександри була збудована спеціальна православна каплиця. Шлюб був щасливим. Державними справами Йозеф займався помірно, присвячуючи час дружині. Він влаштовував для неї бали, полювання, ігри верхи, прогулянки, концерти та інших розважальні заходи. Найчастіше Олександра з'являлася на публіці в угорському вбранні. Також полюбила угорську музику й танці. На її прохання, національні мелодії почали частіше виконуватися у палаці, незвиклому до цього. Народ називав її «угорською королевою».
Під час другого візиту до Відня подружжя було розміщене не у Гофбурзі або Шенбрунні, а у віддаленому будинку. Відношення австрійського двору залишалось ворожим.

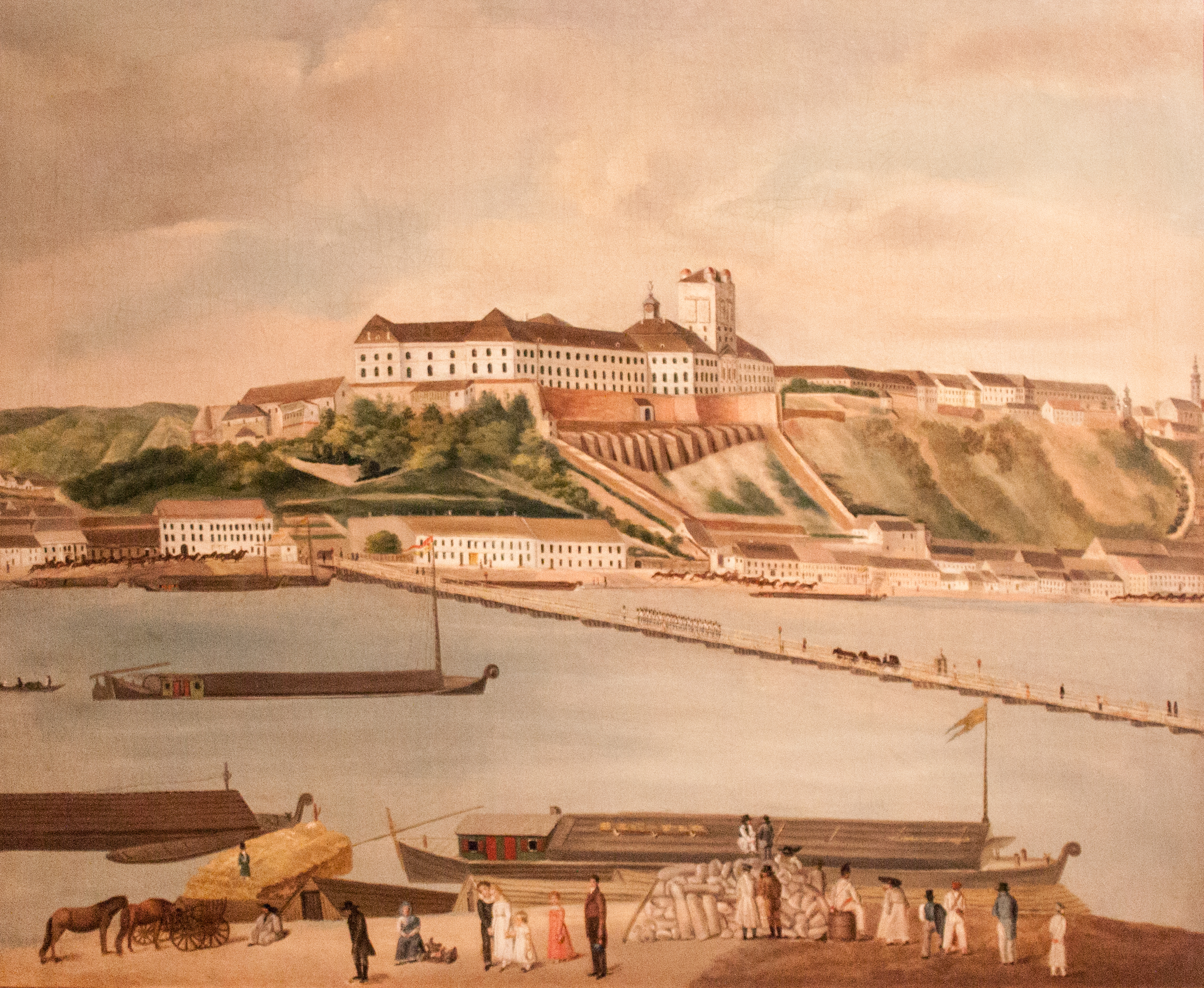
Замок Буди

Влітку 1800 року Олександра завагітніла. Стан її був важким, вона страждала від нудоти. Духівник, Андрій Самборський, який прибув з нею з Росії, був змушений сам наймати для неї кухарку. За його словами, догляд за палатиною був поганим. Навесні 1801 року вона народила доньку Александріну (нар. та пом. 8 березня 1801) — прожила кілька годин.
Пологи були важкими, немовля діставали за допомогою щипців. Дівчинка з'явилася на світ рано вранці і, за свідченнями лікарів, була дуже слабкою. Дослідження 1978 року, після відкриття її гробниці, показали що новонароджена мала кістки добре розвинутого немовляти, якого неможливо назвати «дуже слабким», і, скоріше за все, померла від гіпоксії.
Звістку про смерть доньки ерцгерцогиня сприйняла спокійно, зауваживши, що та приєдналася до янголів, не дізнавшись земних страждань. Йозеф важко переживав втрату дитини. Стан породіллі покращав і за кілька днів їй дозволили вставати з ліжка. Однак, до вечора в неї піднялася температура і почалося марення. 16 березня 1801 року о 6 ранку вона померла від пологової гарячки. За кілька днів її батька було вбито у Петербурзі в ході заколоту, а імператором проголошено її брата Олександра. Гроб із тілом палатини в цей час ще не був похований і перебував у саду її домівки. Невдовзі його при великому скупченні народу перенесли до православної церкви Буди. Зрештою, Олександру поховали на капуцинському цвинтарі. Згодом перепоховали у селищі Ірем поблизу Буди. Новий шлюб Йозеф Австрійський узяв лише чотирнадцять років потому.
У 1803 році на місці її поховання коштом імператора Олександра I було зведено православний храм, який дістав назву храм Святої Олександри. Церква стала центром паломництва місцевої православної общини. У 1809 році, під час французького вторгнення до Австрії, гроб із тілом перевозили до Будайської фортеці на той час, поки існувала небезпека.
Про Олександру Павлівну згадував у 1835 році російський видавець Андрій Краєвський:
|  | «Янгольська лагідність та доброта душі її, поєднані з надзвичайною красою, живуть ще до сих пір в пам'яті руських, які бачили її дитинство, та угорців, які вже починали відчувати на собі її благодійність» рос. «Ангельская кротость и доброта души ея, соединенные с необыкновенною красотою, живут еще до сих пор в памяти русских, видевших ея детство, и венгерцев, уже начинавших чувствовать на себе ея благотворительность» |

Дослідження угорських науковців 1977 року показало, що велика княжна була хворою на сухоти.
26 квітня 1981 року, коли храм залишався без нагляду, гробницю палатини було відкрито та пограбовано. Після цього її було вирішено перенести до крипти Будайської фортеці. 6 вересня 2004 році тіло урочисто повернули до оновленої крипти храма Святої Олександри в Іремі. На церемонії були присутніми представники династій Габсбургів та Романових.

## Нагороди
- Великий хрест ордену Святої Катерини (Російська імперія) (1783).